# Bergzerreißung

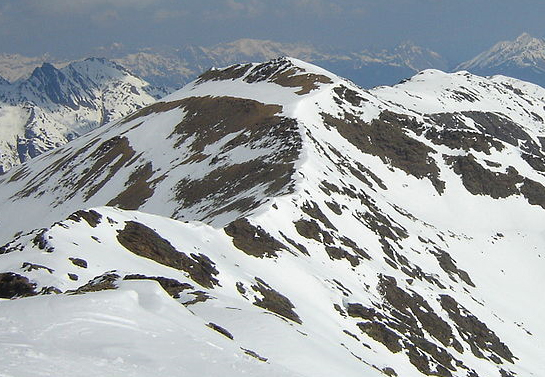
Die linke Bergflanke bewegt sich nach unten, das Schneeband markiert die dadurch entstandene Verflachung; Tirol

Als Bergzerreißung oder Absackung bezeichnet man eine langsame und großräumige Bewegung von Festgesteinen unter dem Einfluss der Schwerkraft. Ein Effekt von Bergzerreißung ist der Talzuschub.

## Beschreibung

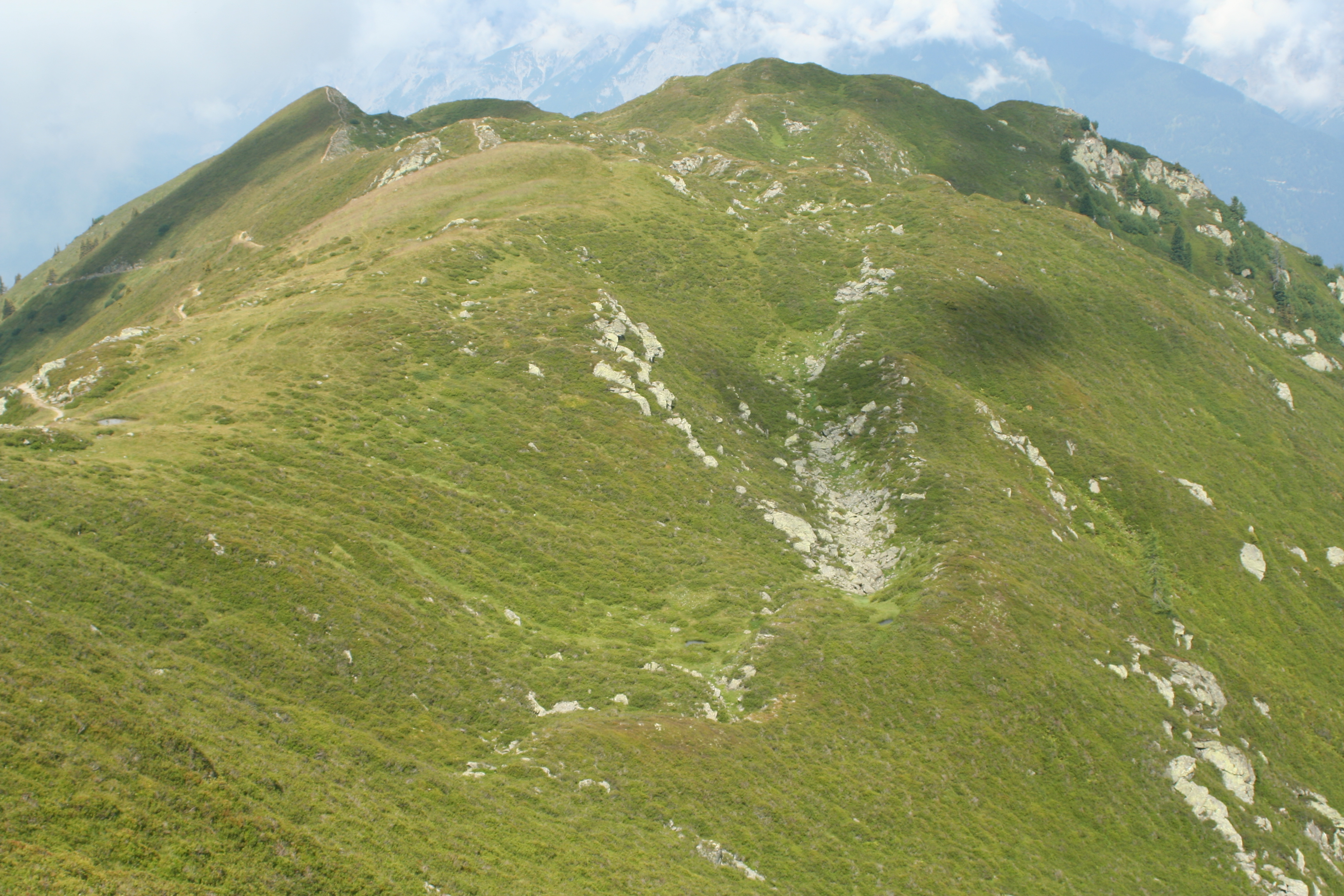
Ein Nackental parallel zum Kamm als Zeichen für eine Absackung des rechten Hanges, Tirol

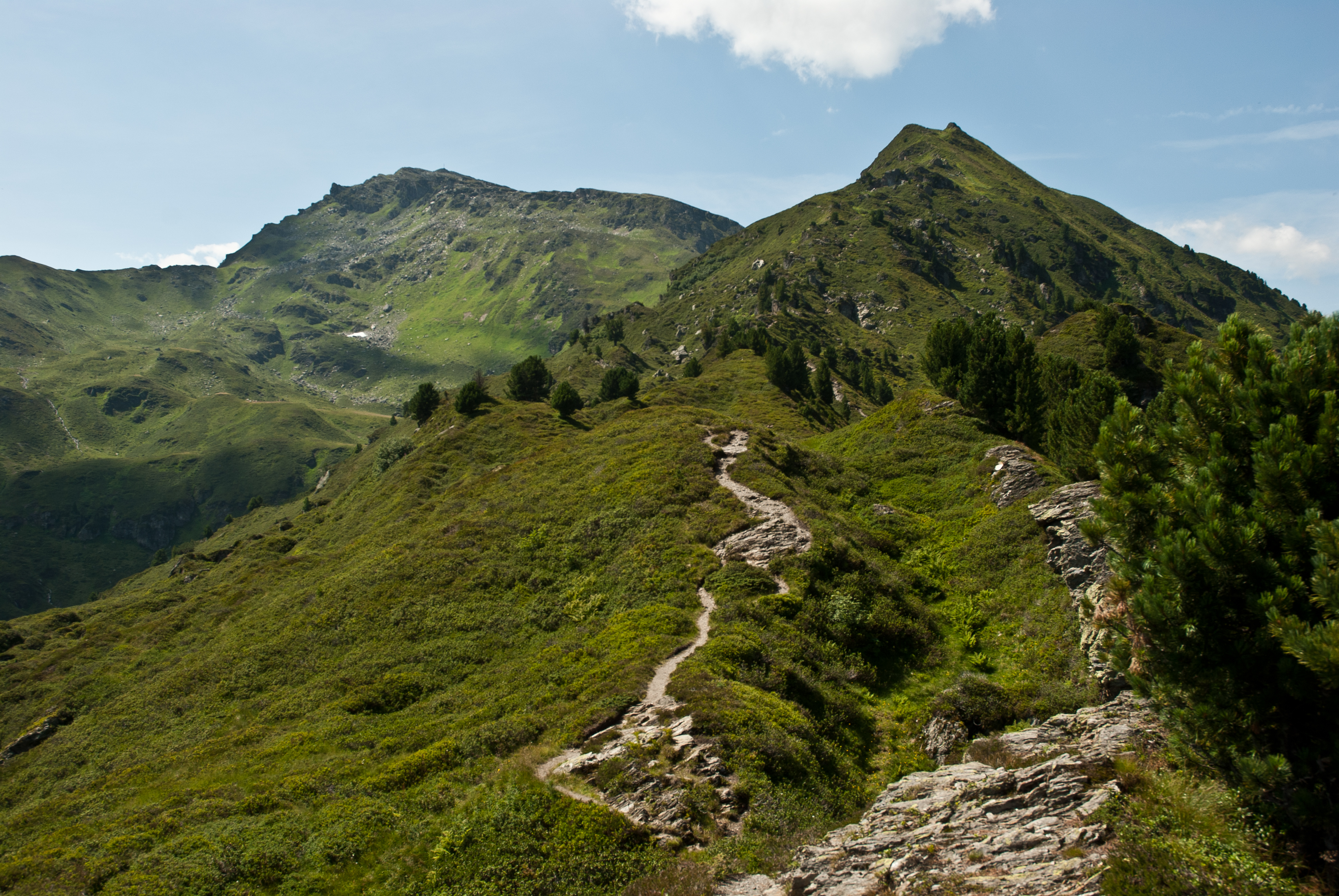
Bergzerreißung mit Nackental-Bildung in Tirol

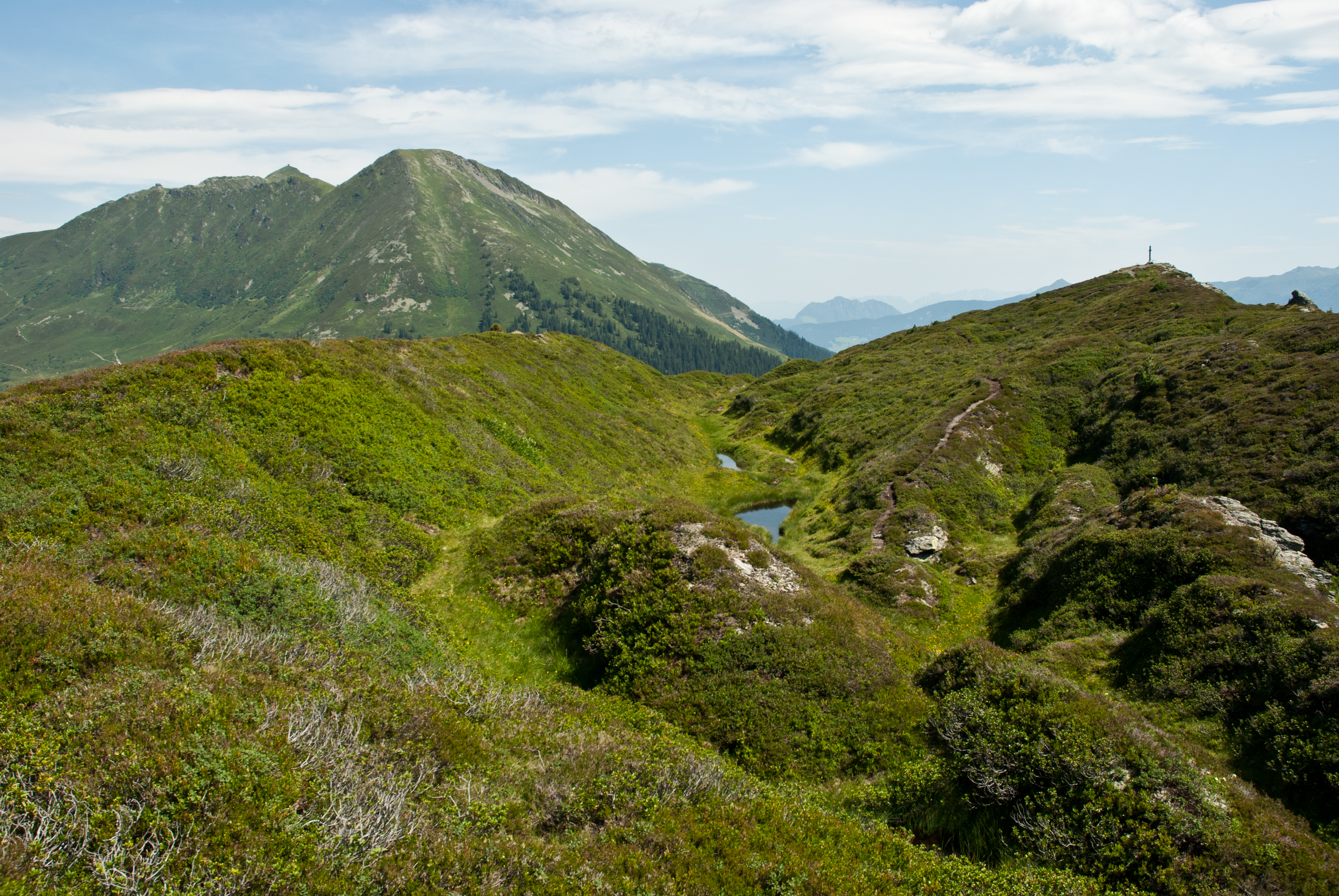
Bergzerreißung mit Nackental-Bildung in Tirol

Geprägt wurde der Begriff Bergzerreißung vom österreichischen Geologen Otto Ampferer. Ampferer unterscheidet die Bergzerreißung vom plötzlichen Niederbrechen von Bergflanken, den Bergstürzen.
Typische Merkmale von Bergzerreißung im Anrissgebiet sind Spalten, Doppelgrate und entlang von Hängen Verebnungen und Nackentäler, das sind hangparallele Täler mit hangeinwärts fallenden Flächen.
Je nach Richtung der Schieferung oder Schichtung können diese Tälchen verschiedene Formen annehmen:
- Bei flacher Schieferung oder Schichtung werden flachere Gegensteigungen verursacht.
- Bei steil stehender Schieferung können die einzelnen Blöcke zum Kippen neigen und es entstehen eher steile Tälchen, ein basaler Abschiebungshorizont muss in so einem Fall nicht gegeben sein.

Besonders häufig treten Bergzerreißungen in Gebieten auf, die mit großen Eismassen bedeckt waren, einerseits durch Hangentlastung, andererseits durch die mehrfache Be- und Entlastung, die den Gesteinsverband schwächte.
Im Berginneren können durch Bergzerreißung Höhlen entstehen, die mitunter befahrbar sind und deren Gänge oft enge und hohe Profile aufweisen. Bergzerreißungen können einen Gefahrenherd für Fels- oder Bergstürze darstellen.